# Carrickfergus
Carrickfergus is een plaats in het Noord-Ierse graafschap County Antrim. De plaats telt 32.668 inwoners.
Na hun huwelijk op vrijdag 29 april 2011 kregen Prins William en Kate Middleton onder andere de titel Baron en Barones Carrickfergus.

## Bezienswaardigheden
Carrickfergus Castle is een kasteel in Carrickfergus gebouwd in 1177 door John de Courcy aan de kust van Belfast Lough. Het kasteel speelde een belangrijke militaire rol tot 1928 toen het door het leger aan het burgerlijk bestuur werd overgedragen. Het werd in zijn geschiedenis belegerd door Schotten, Ieren, Engelsen en Fransen. Het is een van de best bewaarde middeleeuwse bouwwerken in Ierland. Heden ten dage is het een beschermd monument net als de Stadsmuur van Carrickfergus.

## Sport
- Carrick Rangers voetbalclub[2]
- Barn Carrickfergus voetbalclub
- Carrickfergus Cricket Club cricketclub[3]
- Carrickfergus Sailing Club[4] - zeilen
- Carrickfergus Golf Club[5]
- Carrickfergus Rugby Club[6]

Antrim · Ballycarry · Ballycastle · Ballyclare · Ballymena · Ballymoney · Bushmills · Carrickfergus · Cushendun · Glengormley · Greenisland · Larne · Lisburn · Newtownabbey · Portrush · Randalstown